# Ochthebius laevisculptus
Ochthebius laevisculptus är en skalbaggsart som beskrevs av Edmund Reitter 1901. Ochthebius laevisculptus ingår i släktet Ochthebius och familjen vattenbrynsbaggar. Inga underarter finns listade i Catalogue of Life.